# Алексеевка (Згуровская община)
Алексе́евка (укр. Олексіївка) — село, входит в Згуровскую поселковую общину Броварского района Киевской области Украины. До 2020 года входило в состав Згуровского района.
Население по переписи 2001 года составляло 60 человек. Почтовый индекс — 07610. Телефонный код — 4570. Занимает площадь 0,811 км². Код КОАТУУ — 3221985503.

## Местный совет
07610, Київська обл., Згурівський р-н, с. Середівка, вул. Крикуна, 2